# Paracilicaea stebbingi
Paracilicaea stebbingi är en kräftdjursart som beskrevs av Baker1926. Paracilicaea stebbingi ingår i släktet Paracilicaea och familjen klotkräftor. Inga underarter finns listade i Catalogue of Life.